# Josh O'Neill
Josh O'Neill est un éditeur et scénariste de bande dessinée américain.
Établi à Philadelphie, il a fondé les maisons d'éditions Locust Moon Comics (bande dessinée) et Beehive Books (livres d'art).

## Biographie
Josh O'Neill naît au début des années 1980 d'un père catholique et d'une mère juive. Après avoir grandi à New York, il s'installe pour ses études supérieures à Philadelphie, où il ouvre en 2010 avec Chris Stevens la librairie de bande dessinée Locust Moon Comics. Dans ce cadre, ils organisent de nombreuses rencontres, un festival, et se mettent à publier des livres, dont Little Nemo: Dream Another Dream, un ouvrage collectif en hommage à la série onirique de Winsor McCay. En 2016, O'Neill ferme la librairie pour se consacrer uniquement à l'édition au sein de sa nouvelle société Beehive Books, avec l'aide de sa partenaire Maëlle Doliveux.
Il travaille également ponctuellement comme scénariste, comme sur Marley's Ghost, coécrit avec Shannon Wheeler et dessiné par Gideon Kendall et publié en 2017-2018 par comiXology. Cette adaptation d'un projet inabouti de Harvey Kurtzman leur vaut le prix Eisner 2018 de la meilleure bande dessinée en ligne.

## Prix
- 2018 : Prix Eisner de la meilleure bande dessinée en ligne pour Harvey Kurtzman's Marley's Ghost (avec Shannon Wheeler et Gideon Kendall, d'après Harvey Kurtzman)[4]